# Auchmis curva
Auchmis curva là một loài bướm đêm trong họ Noctuidae.